# Liste der Monuments historiques in Vassimont-et-Chapelaine
Die Liste der Monuments historiques in Vassimont-et-Chapelaine führt die Monuments historiques in der französischen Gemeinde Vassimont-et-Chapelaine auf.

## Liste der Objekte
| Bezeichnung                  | Beschreibung          | Standort                                              | Kennzeichnung | Schutzstatus | Datum | Bild |
| ---------------------------- | --------------------- | ----------------------------------------------------- | ------------- | ------------ | ----- | ---- |
| Kruzifix                     | Holz, 18. Jahrhundert | Vassimont, in der Kirche Nativité-de-la-Vierge (Lage) | PM51002461    | Inscrit      | 1976  |      |
| Skulptur Johannes der Täufer | Holz, um 1500         | Vassimont, in der Kirche Nativité-de-la-Vierge (Lage) | PM51003481    | Inscrit      | 2004  |      |
| Skulptur Heiliger Nikolaus   | Holz, um 1500         | Vassimont, in der Kirche Nativité-de-la-Vierge (Lage) | PM51003480    | Inscrit      | 2004  |      |
| Skulptur eines Engels        | Holz, um 1500         | Vassimont, in der Kirche Nativité-de-la-Vierge (Lage) | PM51003482    | Inscrit      | 2004  |      |